# Харбин (фильм)
Харбин (кор. 하얼빈) — биографическая, историческая драма 2024 года режиссёра У Мин Хо, об корейском борце за независимость Ан Чунгыне, который в 1909 году убил Ито Хиробуми, первого премьер-министра Японии.
Мировая премьера фильма состоялась 8 сентября 2024 года в гала-программе Международного кинофестиваля в Торонто. В кинотеатрах фильм вышел 24 декабря 2024 года.

## Сюжет
В 1909 году Ан Чунгын, боец сопротивления, выступающий против покорения Кореи Японией, с трудом пересекает замерзшую реку Туманган. Тем временем его товарищи по сопротивлению подвергают сомнению его местонахождение и преданность. Ан Чунгын возвращается, но его лидерство подвергается сомнению, поскольку большинство бойцов под его началом погибли в недавнем успешном нападении на японцев. Ан Чунгын отказался совершать военные преступления, казня военнопленных, включая офицера Тацуо Мори, и освободил их. Мори выследил группу Ан Чунгына и расстрелял их из пушки.
Ан Чунгын решает искупить свою вину, убив Ито Хиробуми, премьер-министра Японии и бывшего генерал-резидента Кореи. В настоящее время Ито Хиробуми едет на поезде из Китая в контролируемый Россией Харбин, чтобы провести встречи с Владимиром Коковцовым, министром финансов России, на которых будет обсуждаться будущее Кореи.
Ан Чунгын возглавляет команду, в которую входят У Док Сун и Ким Сан Хён, на поезде во Владивосток. Проводник предупреждает японских солдат, услышав, как они говорят по-корейски в вагоне первого класса. В последовавшей драке Ким Сан Хён выбивается из окна, а Ан Чунгын сбегает. Ан Чунгын добирается до конспиративной квартиры во Владивостоке, где команда перегруппировывается вместе с подкреплением из Кореи, которое узурпирует лидерство Ан Чунгына, причём У Док Сун прибывает последним. Тем временем Ито Хиробуми узнают о заговоре с целью убийства, но он отказывается сдаваться и отменять публичный приём на железнодорожной станции Харбина.
Команда обращается к г-же Гун, бывшей соратнице по борьбе за независимость, которая теперь является контрабандисткой оружия, за взрывчаткой, чтобы взорвать вагон поезда Ито Хиробуми. Не имея возможности достаточно быстро раздобыть её во Владивостоке, Гун вместо этого получает её у своего зятя и бывшего борца за независимость Кореи, ставшего бандитом в Цзилине.
Из-за этой задержки уже слишком поздно убивать Ито Хиробуми в Чанчуне. Когда команда отправляется в Китай, они попадают в засаду возле своего безопасного дома, устроенную русскими и японскими войсками во главе с Мори, и взрывчатка уничтожается. Команда подозревает, что в них проник «крот». В поезде в Харбин они проводят операцию под прикрытием, используя ложную информацию о том, что команда Ан Чунгына нанесет удар по железнодорожной станции, где Ито Хиробуми должен пересесть с одного поезда на другой, прежде чем прибыть в Харбин. Операция раскрывает, что Ким Сан Хён — предатель.
У Док Сун и Ким Сан Хён прибывают на пересадочную станцию, где японские войска во главе с Мори затаились в засаде. У Док Сун сталкивается с Ким Сан Хёном из-за его предательства, который ломается прежде, чем У Док Сун успевает его застрелить. Воспоминания показывают, что Ким Сан Хён был схвачен и подвергнут пыткам с использованием газа Мори. Мори врывается в комнату и жестоко допрашивает их обоих об Ан Чунгыне, прежде чем понимает, что он должен быть в Харбине.
На железнодорожной станции Харбина госпожа Гун информирует Ан Чунгына о ситуации. После окончания встречи высокопоставленные лица выходят из вагона поезда, и Ан Чунгын преследует их сквозь толпу, пока они пересекают платформу. Мори пытается поймать Ана, но его сбивает с ног госпожа Гун, что позволяет Ан Чунгына несколько раз выстрелить в Ито Хиробуми, выкрикивая по-русски «Да здравствует Корея!», прежде чем его задерживают.
Новости об убийстве Ито Хиробуми распространяются, и Ан Чунгына вешают в марте 1910 года. Позже Мори встречается с Ким Сан Хёном, чтобы заставить его внедриться в движение за независимость Ким Гу, но Ким Сан Хён убивает его ножом и присоединяется к Гонгу и недавно освобождённому У Док Суну. Флэшбэк показывает, что Ан Чунгын приказал У Док Сун дать Ким Сан Хёну второй шанс. Фильм возвращается к Ан Чунгыну на замерзшей реке Туманган, размышляющему о необходимости продолжать бороться за корейскую независимость, независимо от того, насколько мрачными будут перспективы.

## В ролях
- Хён Бин - Ан Чунгын
- Пак Чонмин - У Док Сун
- Джо У Джин[англ.] - Ким Сан Хён
- Чон Ёбин - госпожа Гун
- Пак Хун[англ.] - Тацуо Мори
- Ю Джэ Мён[англ.] - Чхой Джэ Хён
- Лили Фрэнки[англ.] - Ито Хиробуми
- Ли Дон Ук - Ли Чан Соп
- Чон У Сон - Пак Джом Чхоль
- Эго Микитас — Владимир Коковцов

## Производство
Hive Media Corp объявила, что Хён Бин был выбран на роль в Харбине в ноябре 2021 года. Съёмки проходили в начале 2023 года в Латвии.

## Выпуск
Премьера фильма «Харбин» состоялась на Международном кинофестивале в Торонто в рамках Гала-программы 8 сентября 2024 года.

## Приём

### Кассовые сборы
Фильм вышел 24 декабря 2024 года и открылся на первом месте в южнокорейском прокате с 381 251 просмотром. Фильм возглавлял южнокорейский прокат в течение двадцати восьми дней после выхода. 25 декабря фильм превысил 1 миллион зрителей на второй день своего выхода, 28 декабря он пересёк рубеж в 2 миллиона зрителей на пятый день своего выхода, а 1 января фильм достиг 3 миллионов просмотров на девятый день своего выхода.
По состоянию на 15 марта 2025 года фильм собрал 32 928 686 долларов США от 4 911 782 посещений.

### Критические отзывы
На сайте-агрегаторе обзоров Rotten Tomatoes 89% из 18 рецензий критиков положительные, со средней оценкой 6,5/10. Международный политолог и политик Консервативной партии Японии Ёити Симада и другие консерваторы в Японии раскритиковали этот фильм, а также фильм «Биохимические откровения 731» (вышедший в Китае) как «ревизионистскую пропаганду, призванную разжигать враждебность по отношению к Японии».